# Villa Elisa (Buenos Aires)
Villa Elisa is een plaats in het Argentijnse bestuurlijke gebied  La Plata in de provincie Buenos Aires. De plaats telde in 2001 19.643 inwoners.